# Zak Ibsen
Pour les articles homonymes, voir Ibsen (homonymie).
Zak Ibsen (né le 2 juin 1972 à Santa Clara, Californie) est un footballeur international américain aujourd'hui reconverti dans le football de plage.

## Carrière
- 1993 :  1. FC Sarrebruck
- 1994 :  VfL Bochum II
- 1994 :  Salsa de Los Angeles
- 1995 :  Tsunami d'Hawaï
- 1995 :  Terror de Tampa Bay (en salle)
- 1995-1996 :  Baltimore Blast (en salle)
- 1996 :  Revolution de la Nouvelle-Angleterre
- 1996 :  Burn de Dallas
- 1997 :  California Jaguars
- 1998 :  Fire de Chicago
- 1999-2000 :  Galaxy de Los Angeles
- 2001-2002 :  Earthquakes de San José

## En équipe nationale
Il porte  le maillot national à 15 reprises.
Il entre dans l'équipe des États-Unis de football de plage en 1995, lors de la Coupe du monde à Rio de Janeiro où l'équipe termine seconde. 